# آرگ الیبکیان
آرگ روبرتی الیبکیان (ارمنی: Արեգ Ռոբերտի Էլիբեկյան؛ انگلیسی: Areg Elibekyan؛ زادهٔ ۲۹ ژوئن ۱۹۷۰) یک نقاش اهل ارمنستان است.

## زندگی‌نامه

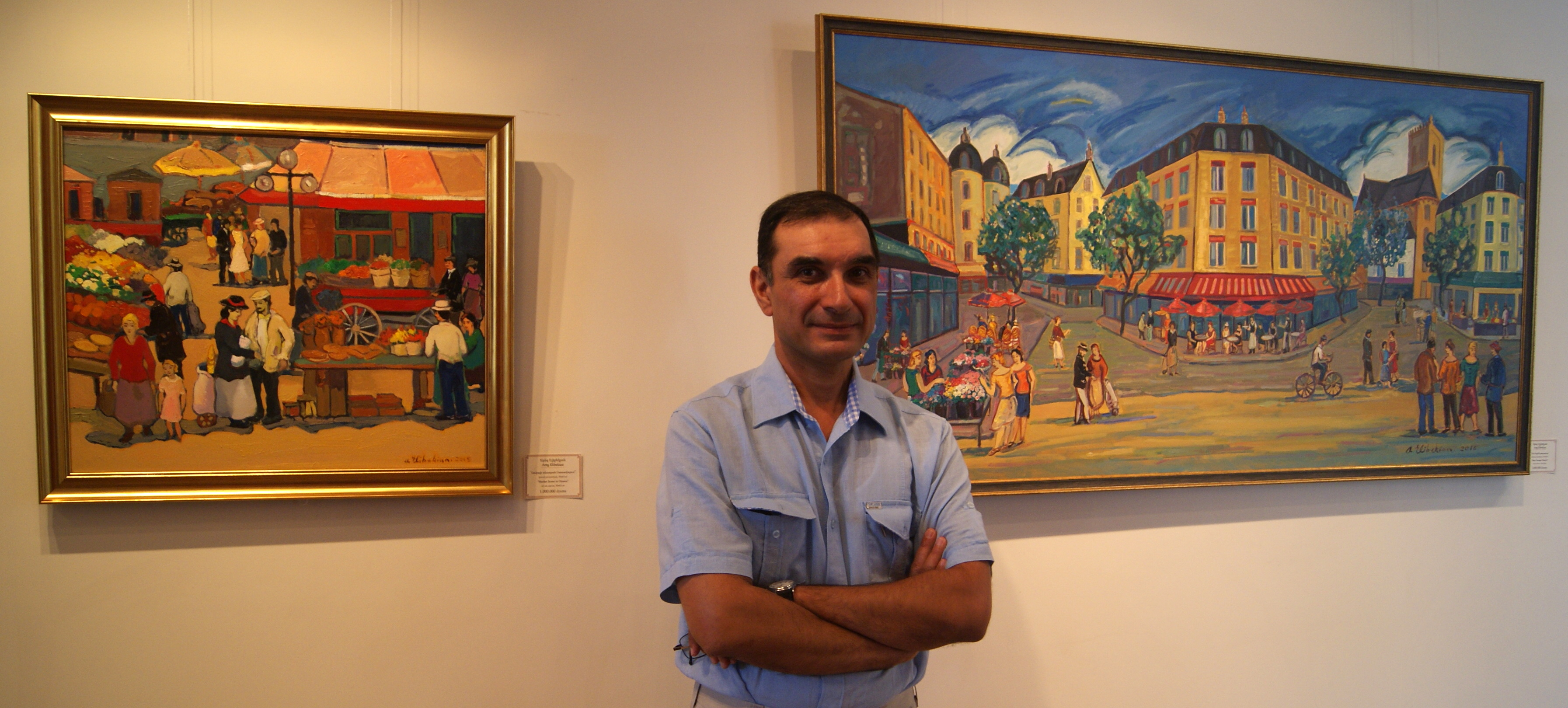

در ۲۹ ژوئن ۱۹۷۰ در ایروان به دنیا آمد وی پسر روبرت الیبکیان می‌باشد و انستیتو دولتی هنری و نمایشی ایروان فارغ‌التحصیل شد.آثار وی در مرکز ملی زیبایی‌شناسی هنریک ایگیتیان به نمایش درآمد است. وی هم‌اکنون در کانادا زندگی می‌کند

## نگارخانه

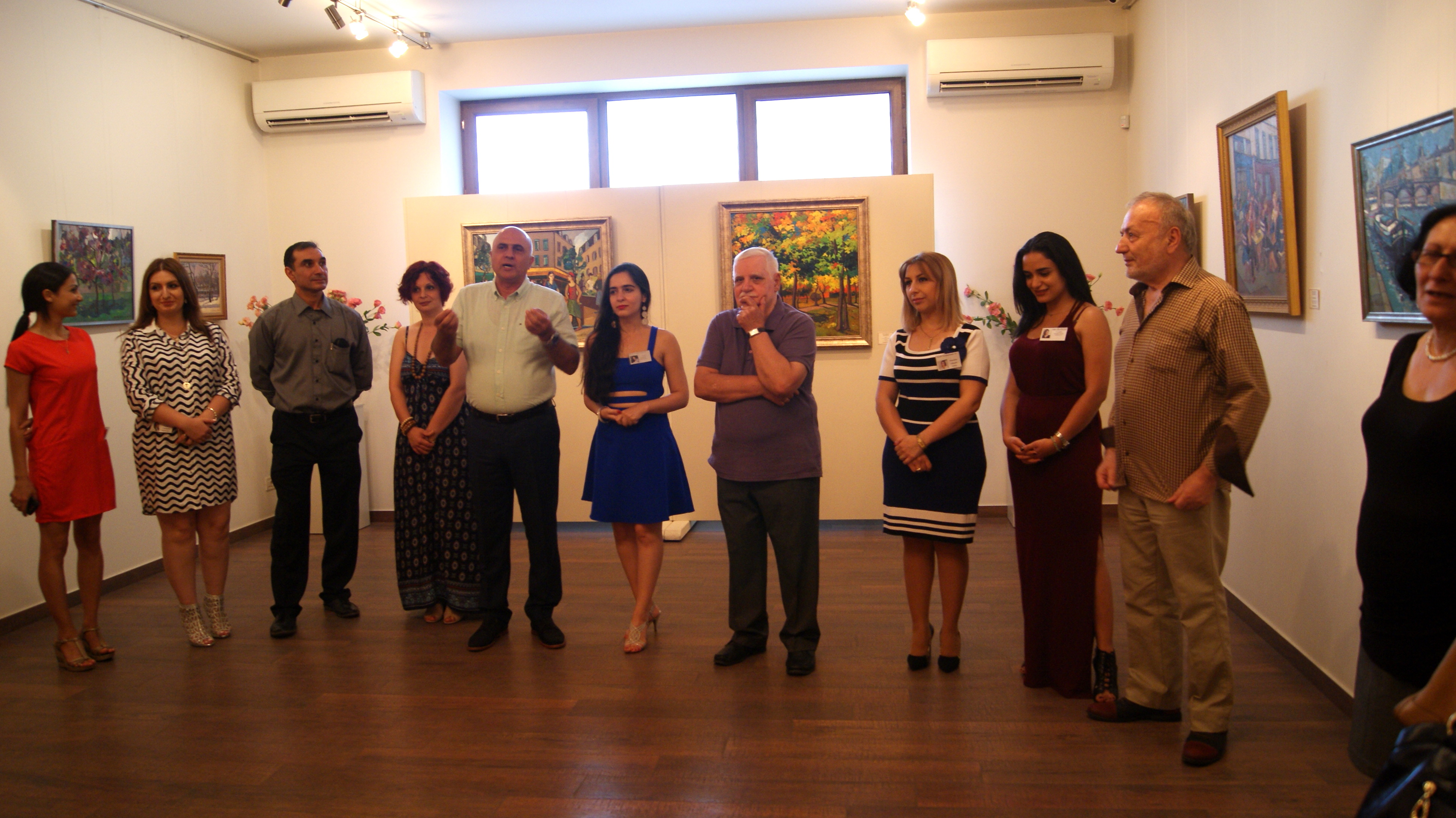
Ցուցահանդես Արամե պատկերասրահում
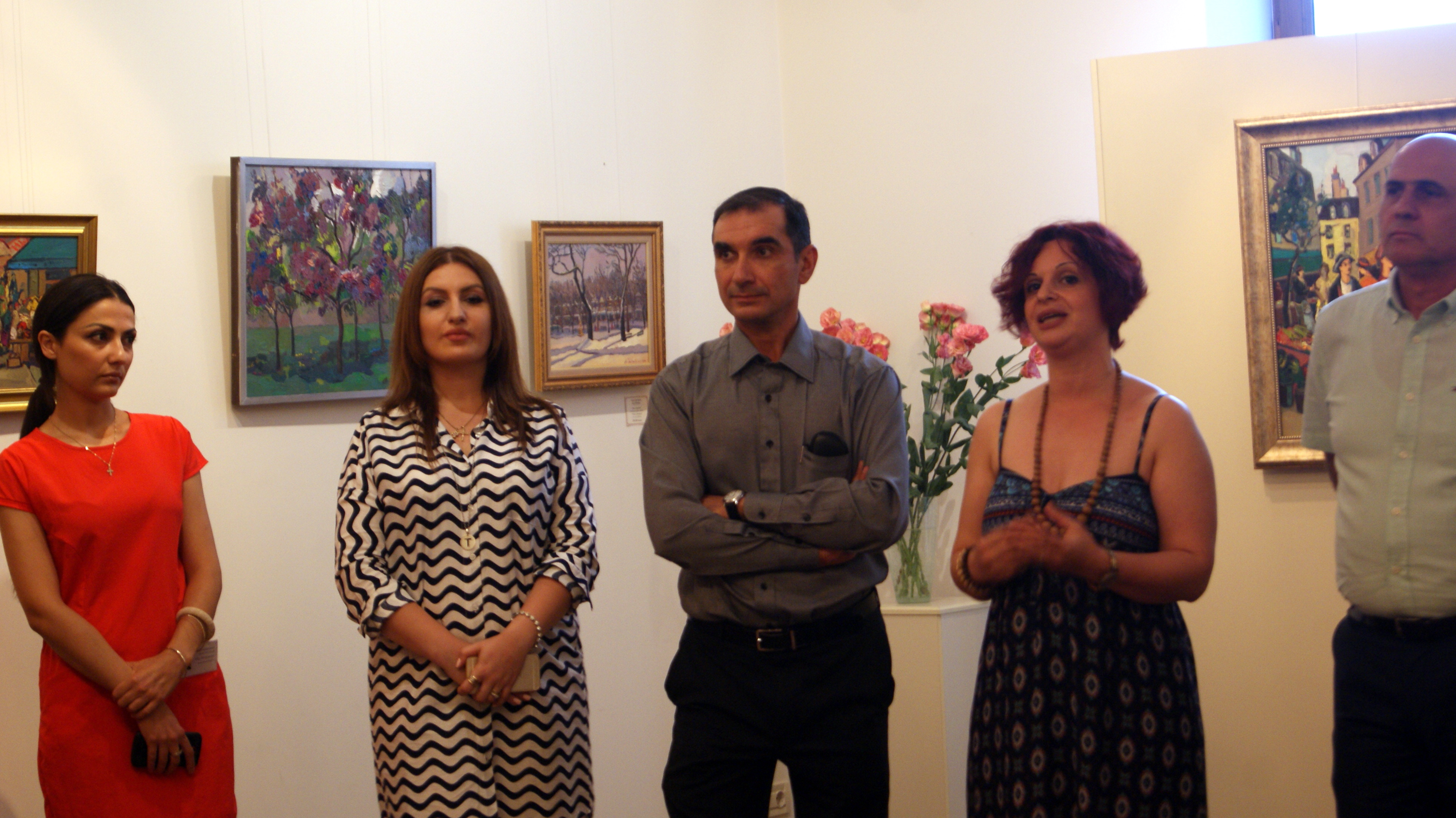
Ցուցահանդես Արամե պատկերասրահում
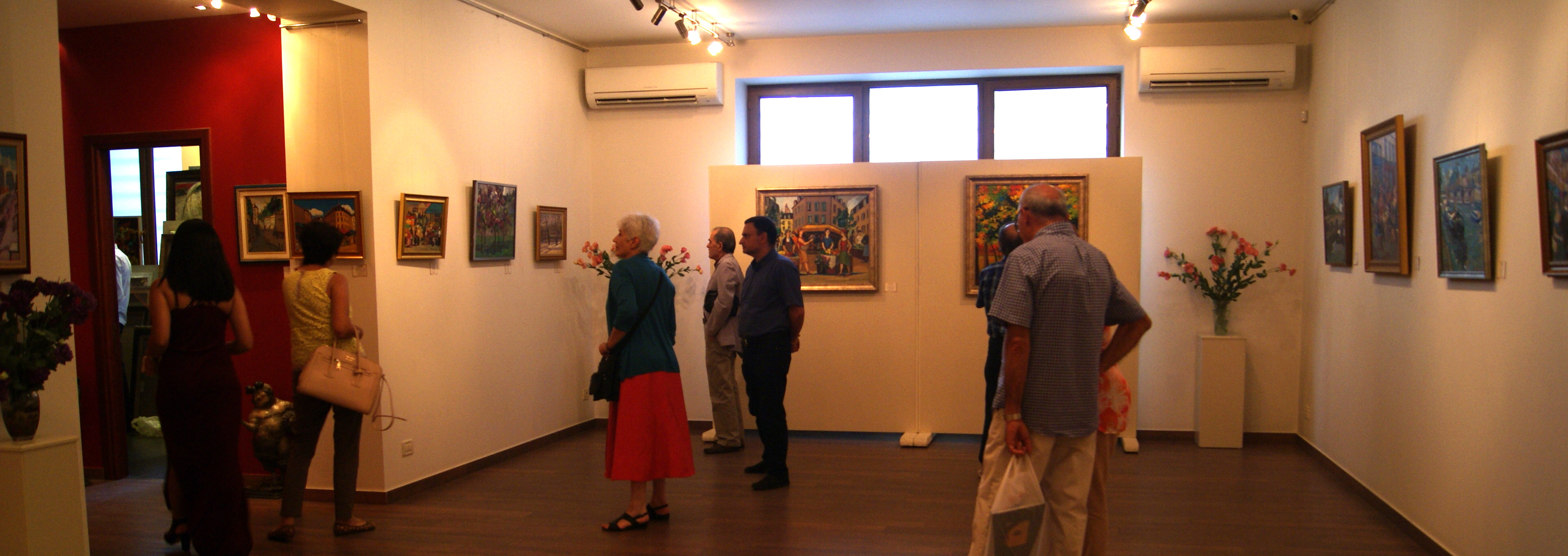
Ցուցահանդես Արամե պատկերասրահում
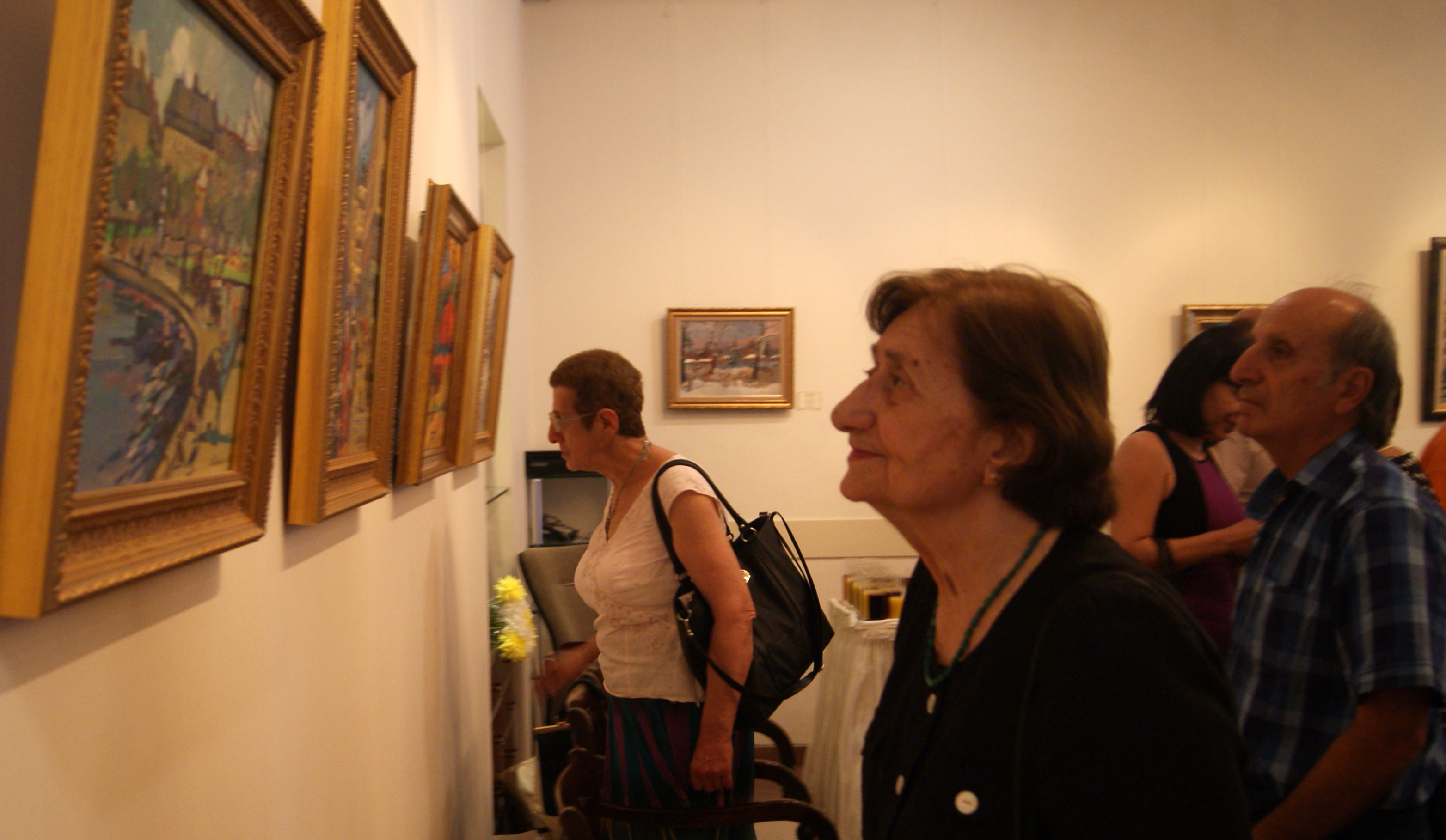
Ցուցահանդես Արամե պատկերասրահում